# Белфастко споразумение
Споразумението от Разпети петък, известно също като Белфасткото споразумение (на ирландски: Comhaontú Bhéal Feirste), е сключено на 10 април 1998 г. в двореца Стормонт край Белфаст.
Това е мирно споразумение, предназначено да регламентира бъдещето на Северна Ирландия.
Подписано е от представители на правителствата на Република Ирландия (Ейре) и на Обединено кралство Великобритания и Северна Ирландия. Прието е от повечето политически партии в Северна Ирландия, включително от Шин Фейн и от по-малки партии.